# M̆
M̆ (minuskule m̆) je speciální písmeno latinky. Nazývá se M s obloučkem. Používá se pouze v transkripci sinhálštiny, kde je za něj přepisován znak ඹ. Čte se jako labiální přednazála (ᵐb (výslovnost m̆b)). V Unicode má majuskulní tvar kód U+004D U+0306 a minuskulní U+006D U+0306.